# Anežka Indráčková
Anežka Indráčková (ur. 30 lipca 2006 w Jabloncu nad Nysą) – czeska skoczkini narciarska. Olimpijka (2022), uczestniczka mistrzostw świata juniorów (2022). Medalistka mistrzostw kraju.
Skoki narciarskie uprawia również jej siostra, Karolína Indráčková.

## Przebieg kariery
Indráčková osiągała sukcesy w rywalizacji w niższych kategoriach wiekowych – w lipcu 2017 w Ruhpolding zwyciężyła w nieoficjalnych letnich mistrzostwach świata dzieci (kategoria do lat 12), kilkukrotnie stawała też na podium zawodów tej rangi w rywalizacji drużynowej. W lipcu 2019 w Hinterzarten była czwarta w konkursie FIS Youth Cup.
W sierpniu 2018 zadebiutowała w Alpen Cupie, plasując się na dalszych pozycjach. Pierwsze punkty tego cyklu zdobyła rok później, w sierpniu 2019, zajmując w Klingenthal 10. i 11. lokatę. We wrześniu 2021 w Ljubnie po raz pierwszy wystąpiła w FIS Cupie, punktując do klasyfikacji generalnej cyklu (28. i 16. miejsce).
W grudniu 2021 w Zhangjiakou zadebiutowała Pucharze Kontynentalnym, w słabo obsadzonych konkursach (w obu wystąpiło po 16 skoczkiń), dwukrotnie plasując się w czołowej dziesiątce (7. i 10. lokata). W tym samym miesiącu po raz pierwszy przystąpiła do rywalizacji w Pucharze Świata – w Ramsau odpadła w kwalifikacjach, a 31 grudnia 2021 w Ljubnie zadebiutowała w konkursie głównym, zajmując 32. miejsce. W lutym 2022 w Zhangjiakou wystąpiła na zimowych igrzyskach olimpijskich, plasując się na 30. pozycji konkursu kobiet. W marcu 2022 w Zakopanem wzięła udział w mistrzostwach świata juniorów – indywidualnie była ósma, a w mikście siódma.

## Igrzyska olimpijskie
| Miejsce | Dzień    | Rok  | Miejscowość       | Skocznia  | Punkt K | HS     | Konkurs  | Skok 1 | Skok 2 | Nota      | Strata    | Zwyciężczyni |
| ------- | -------- | ---- | ----------------- | --------- | ------- | ------ | -------- | ------ | ------ | --------- | --------- | ------------ |
| 30.     | 5 lutego | 2022 | Pekin/Zhangjiakou | Snow Ruyi | K-95    | HS-106 | indywid. | 79,0 m | 72,5 m | 123,3 pkt | 115,7 pkt | Urša Bogataj |

## Mistrzostwa świata
| Miejsce | Dzień     | Rok  | Miejscowość | Skocznia            | Punkt K | HS     | Konkurs  | Skok 1  | Skok 2  | Nota     | Strata                   | Zwyciężczyni             |
| ------- | --------- | ---- | ----------- | ------------------- | ------- | ------ | -------- | ------- | ------- | -------- | ------------------------ | ------------------------ |
| 36.     | 23 lutego | 2023 | Planica     | Srednja skakalnica  | K-95    | HS-102 | indywid. | 83,5 m  | –       | 90,0 pkt | 159,1 pkt                | Katharina Althaus        |
| NQ      | 25 lutego | 2023 | Planica     | Bloudkova velikanka | K-125   | HS-138 | indywid. | 106,0 m | 106,0 m | 59,8 pkt | Nie zakwalifikowała się. | Nie zakwalifikowała się. |

## Mistrzostwa świata juniorów
| Miejsce | Dzień     | Rok  | Miejscowość | Skocznia              | Punkt K | HS     | Konkurs      | Skok 1 | Skok 2 | Nota                  | Strata    | Zwyciężczyni               |
| ------- | --------- | ---- | ----------- | --------------------- | ------- | ------ | ------------ | ------ | ------ | --------------------- | --------- | -------------------------- |
| 8.      | 3 marca   | 2022 | Zakopane    | Średnia Krokiew       | K-95    | HS-105 | indywid.     | 90,5 m | 92,5 m | 209,8 pkt             | 30,7 pkt  | Nika Prevc                 |
| 7.      | 6 marca   | 2022 | Zakopane    | Średnia Krokiew       | K-95    | HS-105 | druż. miesz. | 87,5 m | 85,0 m | 687,8 pkt (171,5 pkt) | 196,6 pkt | Austria                    |
| 13.     | 2 lutego  | 2023 | Whistler    | Whistler Olympic Park | K-95    | HS-104 | indywid.     | 86,5 m | 83,0 m | 183,9 pkt             | 76,8 pkt  | Alexandria Loutitt         |
| 8.      | 5 lutego  | 2023 | Whistler    | Whistler Olympic Park | K-95    | HS-104 | druż. miesz. | 89,0 m | 90,0 m | 775,6 pkt (200,2 pkt) | 144,6 pkt | Słowenia                   |
| 8.      | 12 lutego | 2025 | Lake Placid | MacKenzie Intervale   | K-90    | HS-100 | indywid.     | 88,0 m | 87,5 m | 189,9 pkt             | 51,9 pkt  | Ingvild Synnøve Midtskogen |

## Igrzyska europejskie
| Miejsce | Dzień      | Rok  | Miejscowość | Skocznia        | Punkt K | HS     | Konkurs  | Skok 1 | Skok 2 | Nota      | Strata    | Zwyciężczyni               |
| ------- | ---------- | ---- | ----------- | --------------- | ------- | ------ | -------- | ------ | ------ | --------- | --------- | -------------------------- |
| 28.     | 27 czerwca | 2023 | Zakopane    | Średnia Krokiew | K-95    | HS-105 | indywid. | 75,5 m | 72,0 m | 139,3 pkt | 123,3 pkt | Jacqueline Seifriedsberger |
| 31.     | 30 czerwca | 2023 | Zakopane    | Wielka Krokiew  | K-125   | HS-140 | indywid. | 94,5 m | –      | 51,7 pkt  | 225,7 pkt | Nika Križnar               |

## Puchar Świata

### Miejsca w klasyfikacji generalnej
| Sezon     | Miejsce |
| --------- | ------- |
| 2023/2024 | 39.     |

### Miejsca w poszczególnych konkursachPucharu Świata
stan na 23 lutego 2025
| Źródło | Źródło      | Źródło      | Źródło      | Źródło                 | Źródło                 | Źródło     | Źródło  | Źródło  | Źródło    | Źródło    | Źródło     | Źródło     | Źródło       | Źródło       | Źródło      | Źródło     | Źródło     | Źródło     | Źródło     | Źródło    | Źródło    | Źródło    | Źródło      | Źródło      | Źródło | Źródło | Źródło | Źródło | Źródło | Źródło | Źródło | Źródło | Źródło | Źródło | Źródło | Źródło | Źródło | Źródło | Źródło | Źródło | Źródło | Źródło | Źródło | Źródło | Źródło | Źródło | Źródło | Źródło | Źródło |
| --- | ----------- | ----------- | ----------- | ---------------------- | ---------------------- | ---------- | ------- | ------- | --------- | --------- | ---------- | ---------- | ------------ | ------------ | ----------- | ---------- | ---------- | ---------- | ---------- | --------- | --------- | --------- | ----------- | ----------- | ------ | ------ | ------ | ------ | ------ | ------ | ------ | ------ | ------ | ------ | ------ | ------ | ------ | ------ | ------ | ------ | ------ | ------ | ------ | ------ | ------ | ------ | ------ | ------ | ------ |
| Sezon 2021/2022 |             |             |             |                        |                        |            |         |         |           |           |            |            |              |              |             |            |            |            |            |           |           |           |             |             |        |        |        |        |        |        |        |        |        |        |        |        |        |        |        |        |        |        |        |        |        |        |        |        |        |
| Niżny Tagił | Niżny Tagił | Lillehammer | Lillehammer | Klingenthal            | Klingenthal            | Ramsau     | Ljubno  | Ljubno  | Willingen | Willingen | Hinzenbach | Hinzenbach | Lillehammer  | Lillehammer  | Oslo        | Oslo       | Oberhof    | Oberhof    | punkty     | punkty    | punkty    | punkty    | punkty      | punkty      | punkty | punkty | punkty | punkty | punkty | punkty | punkty | punkty | punkty | punkty | punkty | punkty | punkty |        |        |        |        |        |        |        |        |        |        |        |        |
| - | -           | -           | -           | -                      | -                      | q          | 32      | 33      | -         | -         | 31         | q          | -            | -            | -           | -          | dq         | q          | 0          | 0         | 0         | 0         | 0           | 0           | 0      | 0      | 0      | 0      | 0      | 0      | 0      | 0      | 0      | 0      | 0      | 0      | 0      |        |        |        |        |        |        |        |        |        |        |        |        |
| Sezon 2022/2023 |             |             |             |                        |                        |            |         |         |           |           |            |            |              |              |             |            |            |            |            |           |           |           |             |             |        |        |        |        |        |        |        |        |        |        |        |        |        |        |        |        |        |        |        |        |        |        |        |        |        |
| Wisła | Wisła       | Lillehammer | Lillehammer | Titisee-Neustadt       | Villach                | Villach    | Ljubno  | Ljubno  | Sapporo   | Sapporo   | Zaō        | Zaō        | Hinterzarten | Hinterzarten | Willingen   | Willingen  | Hinzenbach | Hinzenbach | Râșnov     | Râșnov    | Oslo      | Oslo      | Lillehammer | Lillehammer | Lahti  | punkty |        |        |        |        |        |        |        |        |        |        |        |        |        |        |        |        |        |        |        |        |        |        |        |
| - | -           | -           | -           | -                      | 43                     | 40         | -       | -       | -         | -         | -          | -          | -            | -            | -           | -          | -          | -          | -          | -         | -         | -         | -           | -           | -      | 0      |        |        |        |        |        |        |        |        |        |        |        |        |        |        |        |        |        |        |        |        |        |        |        |
| Sezon 2023/2024 |             |             |             |                        |                        |            |         |         |           |           |            |            |              |              |             |            |            |            |            |           |           |           |             |             |        |        |        |        |        |        |        |        |        |        |        |        |        |        |        |        |        |        |        |        |        |        |        |        |        |
| Lillehammer | Lillehammer | Engelberg   | Engelberg   | Garmisch-Partenkirchen | Oberstdorf             | Villach    | Villach | Sapporo | Sapporo   | Zaō       | Ljubno     | Ljubno     | Willingen    | Willingen    | Hinzenbach  | Hinzenbach | Lahti      | Oslo       | Oslo       | Trondheim | Trondheim | Vikersund | Planica     | punkty      | punkty | punkty | punkty | punkty | punkty | punkty | punkty | punkty | punkty | punkty | punkty | punkty | punkty | punkty | punkty | punkty | punkty | punkty |        |        |        |        |        |        |        |
| 25 | 24          | 27          | 33          | 22                     | 31                     | 30         | 27      | -       | -         | -         | -          | -          | -            | -            | -           | -          | -          | -          | -          | -         | -         | -         | -           | 31          | 31     | 31     | 31     | 31     | 31     | 31     | 31     | 31     | 31     | 31     | 31     | 31     | 31     | 31     | 31     | 31     | 31     | 31     |        |        |        |        |        |        |        |
| Sezon 2024/2025 |             |             |             |                        |                        |            |         |         |           |           |            |            |              |              |             |            |            |            |            |           |           |           |             |             |        |        |        |        |        |        |        |        |        |        |        |        |        |        |        |        |        |        |        |        |        |        |        |        |        |
| Lillehammer | Lillehammer | Zhangjiakou | Zhangjiakou | Engelberg              | Garmisch-Partenkirchen | Oberstdorf | Villach | Villach | Sapporo   | Sapporo   | Zaō        | Zaō        | Willingen    | Lake Placid  | Lake Placid | Ljubno     | Ljubno     | Hinzenbach | Hinzenbach | Oslo      | Vikersund | Vikersund | Lahti       | Lahti       | punkty | punkty | punkty | punkty | punkty | punkty | punkty | punkty | punkty | punkty | punkty | punkty | punkty | punkty | punkty | punkty | punkty | punkty | punkty |        |        |        |        |        |        |
| q | q           | q           | q           | -                      | 29                     | 27         | 27      | 33      | -         | -         | -          | -          | -            | 32           | 29          | -          | -          | 35         | 26         |           |           |           |             |             | 17     | 17     | 17     | 17     | 17     | 17     | 17     | 17     | 17     | 17     | 17     | 17     | 17     | 17     | 17     | 17     | 17     | 17     | 17     |        |        |        |        |        |        |
| Legenda |             |             |             |                        |                        |            |         |         |           |           |            |            |              |              |             |            |            |            |            |           |           |           |             |             |        |        |        |        |        |        |        |        |        |        |        |        |        |        |        |        |        |        |        |        |        |        |        |        |        |
| 1 2 3 4-10 11-30 poniżej 30 dq – dyskwalifikacja q – dyskwalifikacja w kwalifikacjach q – zawodniczka nie zakwalifikowała się - – zawodniczka nie wystartowała |             |             |             |                        |                        |            |         |         |           |           |            |            |              |              |             |            |            |            |            |           |           |           |             |             |        |        |        |        |        |        |        |        |        |        |        |        |        |        |        |        |        |        |        |        |        |        |        |        |        |

### Turniej Sylwestrowy

#### Miejsca w klasyfikacji generalnej
| Sezon     | Miejsce |
| --------- | ------- |
| 2022/2023 | 53.     |

### Turniej Dwóch Nocy

#### Miejsca w klasyfikacji generalnej
| Sezon     | Miejsce |
| --------- | ------- |
| 2023/2024 | 25.     |
| 2024/2025 | 27.     |

## Letnie Grand Prix

### Miejsca w klasyfikacji generalnej
| Sezon | Miejsce |
| ----- | ------- |
| 2024  | 31.     |

### Miejsca w poszczególnych konkursachLGP
stan po zakończeniu LGP 2024
| Źródło | Źródło           | Źródło       | Źródło       | Źródło            | Źródło | Źródło | Źródło | Źródło | Źródło | Źródło | Źródło | Źródło | Źródło | Źródło | Źródło | Źródło | Źródło | Źródło | Źródło | Źródło | Źródło | Źródło | Źródło | Źródło | Źródło | Źródło |
| --- | ---------------- | ------------ | ------------ | ----------------- | ------ | ------ | ------ | ------ | ------ | ------ | ------ | ------ | ------ | ------ | ------ | ------ | ------ | ------ | ------ | ------ | ------ | ------ | ------ | ------ | ------ | ------ |
| 2024 |                  |              |              |                   |        |        |        |        |        |        |        |        |        |        |        |        |        |        |        |        |        |        |        |        |        |        |
| Courchevel 13.08 | Courchevel 14.08 | Râșnov 21.09 | Râșnov 22.09 | Klingenthal 05.10 | punkty | punkty | punkty | punkty | punkty | punkty | punkty | punkty | punkty | punkty | punkty | punkty | punkty | punkty | punkty | punkty | punkty | punkty | punkty |        |        |        |
| 18 | 12               | -            | -            | q                 | 35     | 35     | 35     | 35     | 35     | 35     | 35     | 35     | 35     | 35     | 35     | 35     | 35     | 35     | 35     | 35     | 35     | 35     | 35     |        |        |        |
| Legenda |                  |              |              |                   |        |        |        |        |        |        |        |        |        |        |        |        |        |        |        |        |        |        |        |        |        |        |
| 1 2 3 4-10 11-30 poniżej 30 dq – dyskwalifikacja q – dyskwalifikacja w kwalifikacjach q – zawodniczka nie zakwalifikowała się - – zawodniczka nie wystartowała |                  |              |              |                   |        |        |        |        |        |        |        |        |        |        |        |        |        |        |        |        |        |        |        |        |        |        |

## Puchar Interkontynentalny

### Miejsca w klasyfikacji generalnej
| Sezon     | Miejsce |
| --------- | ------- |
| 2023/2024 | 9.      |

### Zwycięstwa w konkursach indywidualnych Pucharu Interkontynentalnego chronologicznie
| Lp. | Dzień       | Rok  | Miejscowość | Skocznia | Punkt K | HS     | Skok 1  | Skok 2  | Nota      |
| --- | ----------- | ---- | ----------- | -------- | ------- | ------ | ------- | ------- | --------- |
| 1.  | 12 stycznia | 2024 | Innsbruck   | Bergisel | K-120   | HS-128 | 121,0 m | 116,0 m | 215,2 pkt |

### Miejsca na podium w konkursach indywidualnych Pucharu Interkontynentalnego chronologicznie
| Lp. | Dzień       | Rok  | Miejscowość | Skocznia       | Punkt K | HS     | Skok 1  | Skok 2  | Nota      | Lok. | Strata   | Zwyciężczyni |
| --- | ----------- | ---- | ----------- | -------------- | ------- | ------ | ------- | ------- | --------- | ---- | -------- | ------------ |
| 1.  | 9 grudnia   | 2023 | Lillehammer | Lysgårdsbakken | K-90    | HS-98  | 91,0 m  | 85,5 m  | 225,7 pkt | 3.   | 3,8 pkt  | Tina Erzar   |
| 2.  | 10 grudnia  | 2023 | Lillehammer | Lysgårdsbakken | K-90    | HS-98  | 85,0 m  | 92,5 m  | 217,0 pkt | 3.   | 10,4 pkt | Agnes Reisch |
| 3.  | 12 stycznia | 2024 | Innsbruck   | Bergisel       | K-120   | HS-128 | 121,0 m | 116,0 m | 215,2 pkt | 1.   | –        | –            |

### Miejsca w poszczególnych konkursachPucharu Interkontynentalnego
stan po zakończeniu PI 2023/2024
| Źródło                                                                            | Źródło      | Źródło   | Źródło   | Źródło | Źródło | Źródło    | Źródło    | Źródło     | Źródło     | Źródło | Źródło | Źródło | Źródło | Źródło | Źródło | Źródło | Źródło | Źródło | Źródło | Źródło | Źródło | Źródło | Źródło | Źródło | Źródło | Źródło | Źródło | Źródło | Źródło | Źródło | Źródło | Źródło | Źródło | Źródło | Źródło | Źródło | Źródło | Źródło | Źródło |
| --------------------------------------------------------------------------------- | ----------- | -------- | -------- | ------ | ------ | --------- | --------- | ---------- | ---------- | ------ | ------ | ------ | ------ | ------ | ------ | ------ | ------ | ------ | ------ | ------ | ------ | ------ | ------ | ------ | ------ | ------ | ------ | ------ | ------ | ------ | ------ | ------ | ------ | ------ | ------ | ------ | ------ | ------ | ------ |
| Sezon 2023/2024                                                                   |             |          |          |        |        |           |           |            |            |        |        |        |        |        |        |        |        |        |        |        |        |        |        |        |        |        |        |        |        |        |        |        |        |        |        |        |        |        |        |
| Lillehammer                                                                       | Lillehammer | Notodden | Notodden | Falun  | Falun  | Innsbruck | Innsbruck | Brotterode | Brotterode | Lahti  | Lahti  | punkty | punkty | punkty | punkty | punkty | punkty | punkty | punkty | punkty | punkty | punkty | punkty | punkty | punkty | punkty | punkty | punkty | punkty | punkty |        |        |        |        |        |        |        |        |        |
| 3                                                                                 | 3           | -        | -        | -      | -      | 1         | 5         | -          | -          | -      | -      | 265    | 265    | 265    | 265    | 265    | 265    | 265    | 265    | 265    | 265    | 265    | 265    | 265    | 265    | 265    | 265    | 265    | 265    | 265    |        |        |        |        |        |        |        |        |        |
| Legenda                                                                           |             |          |          |        |        |           |           |            |            |        |        |        |        |        |        |        |        |        |        |        |        |        |        |        |        |        |        |        |        |        |        |        |        |        |        |        |        |        |        |
| 1 2 3 4-10 11-30 poniżej 30 dq – dyskwalifikacja - – zawodniczka nie wystartowała |             |          |          |        |        |           |           |            |            |        |        |        |        |        |        |        |        |        |        |        |        |        |        |        |        |        |        |        |        |        |        |        |        |        |        |        |        |        |        |

## Letni Puchar Interkontynentalny

### Miejsca w klasyfikacji generalnej
| Sezon | Miejsce |
| ----- | ------- |
| 2023  | 11.     |
| 2024  | 33.     |

### Miejsca w poszczególnych konkursachLetniego Pucharu Interkontynentalnego
stan po zakończeniu LPI 2024
| 2023                                                                              |              |           |           |        |        |            |            |        |        |        |        |        |        |        |        |        |        |        |        |        |        |        |        |        |        |        |        |        |
| Oslo                                                                              | Oslo         | Stams     | Stams     | punkty | punkty | punkty     | punkty     | punkty | punkty | punkty | punkty | punkty | punkty | punkty | punkty | punkty | punkty | punkty | punkty | punkty | punkty | punkty |        |        |        |        |        |        |
| -                                                                                 | -            | 7         | 5         | 81     | 81     | 81         | 81         | 81     | 81     | 81     | 81     | 81     | 81     | 81     | 81     | 81     | 81     | 81     | 81     | 81     | 81     | 81     |        |        |        |        |        |        |
| 2024                                                                              |              |           |           |        |        |            |            |        |        |        |        |        |        |        |        |        |        |        |        |        |        |        |        |        |        |        |        |        |
| Hinterzarten                                                                      | Hinterzarten | Trondheim | Trondheim | Stams  | Stams  | Einsiedeln | Einsiedeln | Otepää | Otepää | punkty | punkty | punkty | punkty | punkty | punkty | punkty | punkty | punkty | punkty | punkty | punkty | punkty | punkty | punkty | punkty | punkty | punkty | punkty |
| 29                                                                                | 23           | 26        | 24        | 10     | 8      | -          | -          | -      | -      | 80     | 80     | 80     | 80     | 80     | 80     | 80     | 80     | 80     | 80     | 80     | 80     | 80     | 80     | 80     | 80     | 80     | 80     | 80     |
| Legenda                                                                           |              |           |           |        |        |            |            |        |        |        |        |        |        |        |        |        |        |        |        |        |        |        |        |        |        |        |        |        |
| 1 2 3 4-10 11-30 poniżej 30 dq – dyskwalifikacja - – zawodniczka nie wystartowała |              |           |           |        |        |            |            |        |        |        |        |        |        |        |        |        |        |        |        |        |        |        |        |        |        |        |        |        |

## Puchar Kontynentalny

### Miejsca w klasyfikacji generalnej
| Sezon     | Miejsce |
| --------- | ------- |
| 2021/2022 | 23.     |

### Miejsca w poszczególnych konkursachPucharu Kontynentalnego
| Źródło                                                                            | Źródło      | Źródło    | Źródło    | Źródło   | Źródło   | Źródło    | Źródło    | Źródło     | Źródło     | Źródło    | Źródło    | Źródło   | Źródło   | Źródło      | Źródło      | Źródło | Źródło | Źródło | Źródło | Źródło | Źródło | Źródło | Źródło | Źródło | Źródło | Źródło | Źródło | Źródło | Źródło | Źródło | Źródło | Źródło | Źródło | Źródło | Źródło | Źródło | Źródło | Źródło | Źródło |
| --------------------------------------------------------------------------------- | ----------- | --------- | --------- | -------- | -------- | --------- | --------- | ---------- | ---------- | --------- | --------- | -------- | -------- | ----------- | ----------- | ------ | ------ | ------ | ------ | ------ | ------ | ------ | ------ | ------ | ------ | ------ | ------ | ------ | ------ | ------ | ------ | ------ | ------ | ------ | ------ | ------ | ------ | ------ | ------ |
| Sezon 2021/2022                                                                   |             |           |           |          |          |           |           |            |            |           |           |          |          |             |             |        |        |        |        |        |        |        |        |        |        |        |        |        |        |        |        |        |        |        |        |        |        |        |        |
| Zhangjiakou                                                                       | Zhangjiakou | Vikersund | Vikersund | Notodden | Notodden | Innsbruck | Innsbruck | Brotterode | Brotterode | Park City | Park City | Whistler | Whistler | Lake Placid | Lake Placid | punkty | punkty | punkty | punkty | punkty | punkty | punkty | punkty | punkty | punkty | punkty | punkty | punkty | punkty | punkty | punkty | punkty | punkty | punkty |        |        |        |        |        |
| 7                                                                                 | 10          | 6         | 14        | -        | -        | -         | -         | 10         | 13         | -         | -         | -        | -        | -           | -           | 166    | 166    | 166    | 166    | 166    | 166    | 166    | 166    | 166    | 166    | 166    | 166    | 166    | 166    | 166    | 166    | 166    | 166    | 166    |        |        |        |        |        |
| Legenda                                                                           |             |           |           |          |          |           |           |            |            |           |           |          |          |             |             |        |        |        |        |        |        |        |        |        |        |        |        |        |        |        |        |        |        |        |        |        |        |        |        |
| 1 2 3 4-10 11-30 poniżej 30 dq – dyskwalifikacja - – zawodniczka nie wystartowała |             |           |           |          |          |           |           |            |            |           |           |          |          |             |             |        |        |        |        |        |        |        |        |        |        |        |        |        |        |        |        |        |        |        |        |        |        |        |        |

## FIS Cup

### Miejsca w klasyfikacji generalnej
| Sezon     | Miejsce |
| --------- | ------- |
| 2021/2022 | 102.    |
| 2022/2023 | 40.     |

### Miejsca na podium w konkursach indywidualnych FIS Cupu chronologicznie
| Lp. | Dzień   | Rok  | Miejscowość | Skocznia         | Punkt K | HS     | Skok 1 | Skok 2 | Nota      | Lok. | Strata   | Zwyciężczyni   |
| --- | ------- | ---- | ----------- | ---------------- | ------- | ------ | ------ | ------ | --------- | ---- | -------- | -------------- |
| 1.  | 5 marca | 2023 | Oberhof     | Rennsteigschanze | K-90    | HS-100 | 91,5 m | 86,5 m | 211,8 pkt | 3.   | 14,5 pkt | Michelle Göbel |

### Miejsca w poszczególnych konkursachFIS Cupu
| Źródło                                                                            | Źródło  | Źródło     | Źródło     | Źródło    | Źródło    | Źródło     | Źródło     | Źródło  | Źródło  | Źródło  | Źródło  | Źródło  | Źródło  | Źródło     | Źródło     | Źródło   | Źródło  | Źródło  | Źródło  | Źródło  | Źródło | Źródło | Źródło | Źródło | Źródło | Źródło | Źródło | Źródło | Źródło | Źródło | Źródło | Źródło | Źródło | Źródło | Źródło | Źródło | Źródło | Źródło | Źródło |
| --------------------------------------------------------------------------------- | ------- | ---------- | ---------- | --------- | --------- | ---------- | ---------- | ------- | ------- | ------- | ------- | ------- | ------- | ---------- | ---------- | -------- | ------- | ------- | ------- | ------- | ------ | ------ | ------ | ------ | ------ | ------ | ------ | ------ | ------ | ------ | ------ | ------ | ------ | ------ | ------ | ------ | ------ | ------ | ------ |
| Sezon 2021/2022                                                                   |         |            |            |           |           |            |            |         |         |         |         |         |         |            |            |          |         |         |         |         |        |        |        |        |        |        |        |        |        |        |        |        |        |        |        |        |        |        |        |
| Otepää                                                                            | Otepää  | Kuopio     | Kuopio     | Gérardmer | Gérardmer | Einsiedeln | Einsiedeln | Ljubno  | Ljubno  | Villach | Villach | Falun   | Falun   | Kandersteg | Kandersteg | Zakopane | Villach | Villach | Oberhof | Oberhof | punkty | punkty | punkty | punkty | punkty | punkty | punkty | punkty | punkty | punkty | punkty | punkty | punkty | punkty | punkty | punkty | punkty | punkty | punkty |
| -                                                                                 | -       | -          | -          | -         | -         | -          | -          | 28      | 16      | 26      | 26      | -       | -       | -          | -          | -        | -       | -       | -       | -       | 28     | 28     | 28     | 28     | 28     | 28     | 28     | 28     | 28     | 28     | 28     | 28     | 28     | 28     | 28     | 28     | 28     | 28     | 28     |
| Sezon 2022/2023                                                                   |         |            |            |           |           |            |            |         |         |         |         |         |         |            |            |          |         |         |         |         |        |        |        |        |        |        |        |        |        |        |        |        |        |        |        |        |        |        |        |
| Szczyrk                                                                           | Szczyrk | Einsiedeln | Einsiedeln | Kranj     | Kranj     | Villach    | Villach    | Szczyrk | Szczyrk | Villach | Villach | Oberhof | Oberhof | punkty     | punkty     | punkty   | punkty  | punkty  | punkty  | punkty  | punkty | punkty | punkty | punkty | punkty | punkty | punkty | punkty | punkty | punkty | punkty | punkty |        |        |        |        |        |        |        |
| -                                                                                 | -       | -          | -          | -         | -         | -          | -          | -       | -       | -       | -       | 9       | 3       | 89         | 89         | 89       | 89      | 89      | 89      | 89      | 89     | 89     | 89     | 89     | 89     | 89     | 89     | 89     | 89     | 89     | 89     | 89     |        |        |        |        |        |        |        |
| Legenda                                                                           |         |            |            |           |           |            |            |         |         |         |         |         |         |            |            |          |         |         |         |         |        |        |        |        |        |        |        |        |        |        |        |        |        |        |        |        |        |        |        |
| 1 2 3 4-10 11-30 poniżej 30 dq – dyskwalifikacja - − zawodniczka nie wystartowała |         |            |            |           |           |            |            |         |         |         |         |         |         |            |            |          |         |         |         |         |        |        |        |        |        |        |        |        |        |        |        |        |        |        |        |        |        |        |        |